# José Antonio Hernández-Díez
José Antonio Hernández-Díez (Caracas, 1964) és un escultor, fotògraf i instal·lador de Veneçuela, que resideix i treballa entre Caracas i Barcelona.

## Biografia
Va estudiar al Centre de Formació Cinematogràfica de Caracas. Va començar a despuntar dins l'escena internacional quan comença a arrelar la idea de l'art contemporani com un llenguatge global i es qüestiona el domini dels artistes europeus i nord-americans. Participa en mostres cabdals com Aperto ’93: Emergency/Emergenza a la 45 Biennal de Venècia (1993), Beyond Borders, la primera Biennal de Gwangju (1995), i Cocido y crudo al Museu Nacional Centre d'Art Reina Sofia, Madrid, el 1994. Les seves exposicions inclouen fotografia, escultura, vídeo i dibuix; metafísica combinada amb un humor adolescent; produccions de luxe al costat de materials «pobres» no gaire convencionals.
El 2016 es va organitzar al MACBA l'exposició No tinc por de cap mal, on es van presentar obres de finals dels vuitanta i principis dels noranta, algunes de les quals no s'havien vist des que es van exposar per primera vegada, junt amb un nou projecte desenvolupat específicament per a l'ocasió. L'exposició recuperà els primers treballs experimentals amb vídeo d'Hernández-Díez, al costat d'altres obres primerenques realitzades amb suport de pantalles i vitrines. Es van incloure per exemple, tres peces que es van presentar en la seva primera exposició monogràfica, San Guinefort y otras devociones, que va tenir lloc a la Sala RG de Caracas entre juliol i agost de 1991 i que va constituir una autèntica fita. Aquesta exposició proclamava el que l'artista va qualificar de «nova iconografia cristiana» i oferia –amb paraules del seu col·lega Meyer Vaisman– «una visió tecnopop dels símbols més venerats del catolicisme».

## Obra
L'obra d'Hernández-Díez sembla secundar i alhora sotmetre a un qüestionament perpetu la idea que, a l'Amèrica Llatina, l'empenta racionalista i científica de la Il·lustració no va trencar el progrés del Barroc cap a la modernitat. Al llarg dels últims anys de segle xx, es veu com el seu art sincrètic forceja amb la superstició, la moralitat i la religió, mentre es mostra fascinat per l'ètica i la tecnologia. Els seus treballs tracten tant de la desigualtat social, la violència i l'agitació com de la cosmètica i els béns de consum, i inclouen objectes domèstics i quotidians al costat d'altres provinents de la cultura urbana o del camp dels esports. Hernández-Díez sembla confirmar amb la seva obra la teoria que la discontinuïtat és més probable que la continuïtat. En comptes d'una ortodòxia intrínseca, demostra una inacabable seqüència d'invencions visuals i iconogràfiques, com si cada peça estigués dissenyada per articular unes circumstàncies culturals, personals i històriques específiques. Les seves obres negocien amb la creació artística com una pràctica carregada amb el pes de l'opacitat, la veneració i la mortalitat, però també aposten per una cultura viva que es reanima contínuament.